# Radiata
Radiata syftar på de radiärsymmetriska djurstammarna Cnidaria (Nässeldjur) och Ctenophora (Kammaneter).
Cnidarierna är den enda djurstam som innehåller äkta radiärsymmetriska organismer, eftersom de organismer som kan tyckas verka ha radiärsymmetri som adulta, exempelvis Echinodermata, i själva verket är bilateralt symmetriska som larver.
Cnidarierna är radiärt symmetriska, då de kan ha ett oändligt antal symmetriaxlar. Detta till skillnad från Ctenophora som anses ha biradial symmetri på grund av sina två diagonalt motsatta analporer som gör ett oändligt antal symmetriaxlar omöjligt. Radiärsymmetri tros vara den ursprungliga kroppssymmetrin hos djur eftersom fossil från radiärsymmetriska organismer är de äldsta som hittats. Antagande att radiärsymmetri är den ursprungliga kroppssymmetrin görs också eftersom livet utvecklades i havet, där radiärsymmetri är fördelaktigt eftersom man har vattnet på alla sidor om sig och behöver få intryck från alla håll samtidigt.
Hur den bilaterala kroppssymmetrin utvecklats är omdiskuterat och är fortfarande under utredning, men många anser att Ctenophora kan vara ett mellansteg från radiärsymmetri till bilateralsymmetri.
Det finns en del olika teorier om eukaryoternas utveckling. De flesta är överens om att utvecklingen började i havet, men därefter skiljer sig forskarnas teorier åt. Är metazoerna en monofyletisk grupp, eller har Cnidaria, Porifera och Ctenophora uppkommit separat från övriga eukaryotiska grupper?
Enligt Silverin finns 2 olika teorier, blasteateorin som senare utvecklades till gastreateorin utgår från att den första flercelliga organismen var radiärsymmetrisk och utan urtarm och att den senare blev bilateral och fick en urtarm som gav den en längsgående axel.Den andra teorin kallas planulateorin och är direkt motsägande blasteateorin och hävdar att den första metazoen var en mångkärnig, bilateral ciliat och liknade en liten plattmask. Om den na teori stämmer så skall Cnidaria ha utvecklats från en bilateral anfader och blivit radiärsymmetrisk.
Dessa teorier har både bevis och motbevis. Bland annat så har man under studier upptäckt att Cnidariernas planulalarv alltid simmar med en sida framåt och den skulle då (om man väljer att nämna fram som anterior) ha en bilateralsymmetri. Det finns dock inga bevis för att cnidariernas anfader skulle varit bilateral. Om man även studerar de s.k. HOX-generna som anger den grundläggande symmetrin hos embryot så finns det markörer som antyder att det ska kunna anläggas en bilateral symmetri hos cnidarierna, men inte alls så tydligt som hos de äkta bilaterala organismerna. Frågan är om möjligheten för bilateral symmetri funnits från början men inte använts hos de tidiga eukaryoterna, eller om de ursprungliga eukaryoterna varit bilateralsymmetriska och att cnidarierna blivit sekundärt radiära.